# Махер, Джордж Вашингтон
Джо́рдж Ва́шингтон Ма́хер (англ. George Washington Maher; 25 декабря 1864 — 12 сентября 1926) — американский архитектор, внёсший значительный вклад в архитектурный стиль Среднего Запада США конца XIX — начала XX веков. Он также был известен объединением традиционной архитектуры со стилем движения «Искусств и ремёсел».

## Биография

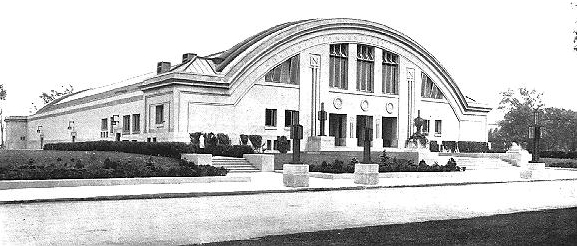
Гимназия Паттена, Северо-западный университет, 1908 (снесено)

Джордж Махер родился в Милл-Крик, штат Западная Виргиния. Вскоре он с семьёй переезжает в Нью-Олбани, штат Индиана, где его отдают учиться в муниципальную начальную школу.
В возрасте 13 лет он поступил на учёбу в архитектурную фирму Августа Бауэра и Генри Хилла в Чикаго. В 1887 году Махер принят проектировщиком на работу к архитектору Джозефу Силсби. В 1888 году он начинает собственную практику в Чикаго.
Махера связывали тесные связи с деревней Кенилворт, штат Иллинойс, где в 1893 году был построен его собственный дом — один из примерно 40 домов, спроектированных им в Кенилворте. Кроме того он сделал целый ряд украшений общественных зданий, в том числе въезда в деревню. Клиентами Махера были не только богатые, но и представители среднего класса.
В начале 20-х годов XX века он вместе с сыном Филиппом создаёт несколько зданий и ландшафтов в районе Чикаго под брендом «Джордж В. Махер и сын» (англ. George W. Maher & Son).
В 1916 году избран почётным членом Американского архитектурного института.
Около полутора лет (до 1925 года) Джордж Махер провёл в больнице штата Висконсин из-за депрессии, от которой так и не вылечился. 12 сентября 1926 года он покончил жизнь самоубийством.
К своей смерти Махер успел спроектировать более 270 проектов: дома, парки и общественные здания.

## Галерея

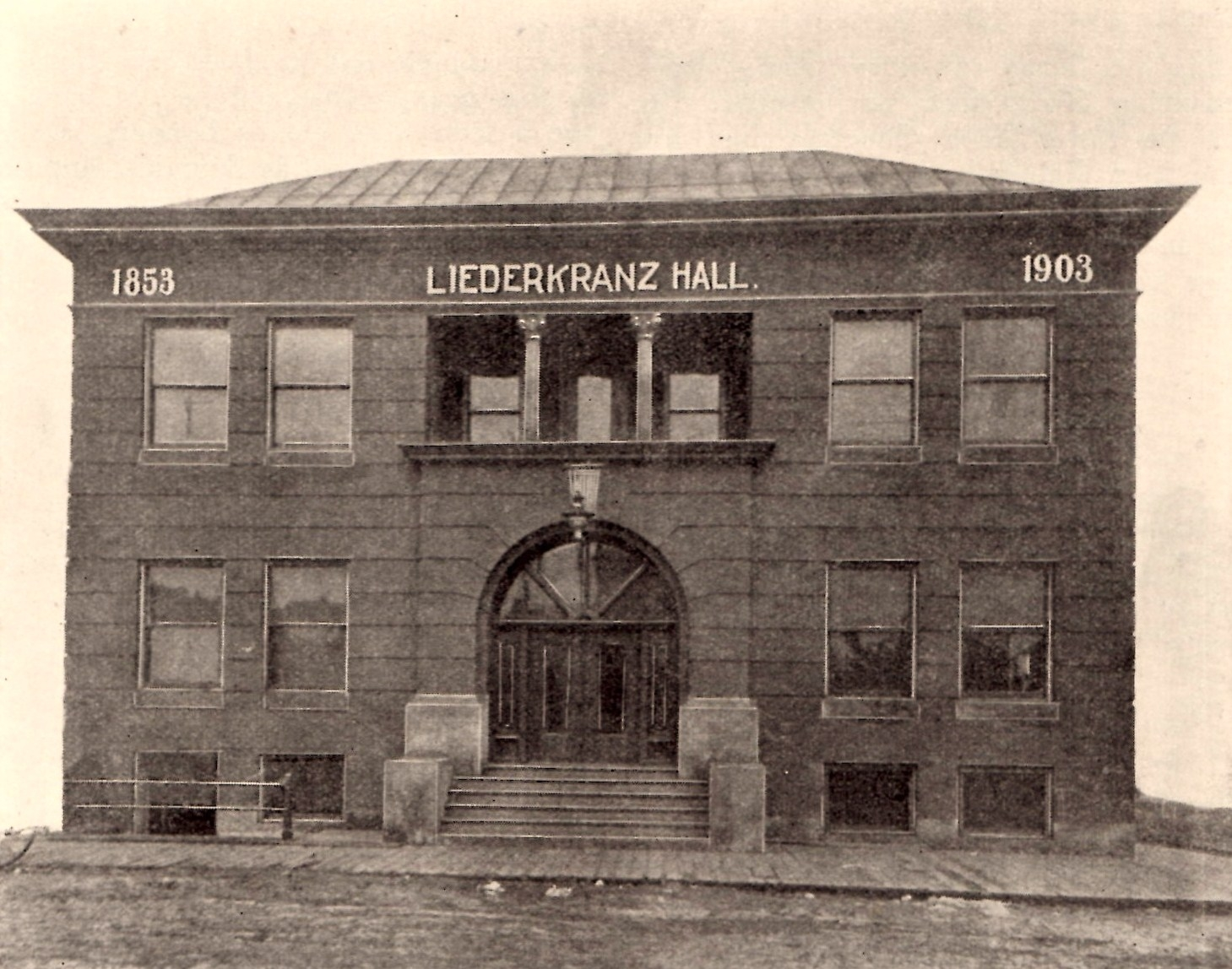
Здание в Блу-Айленд, Иллинойс, 1897, (уничтожен пожаром)
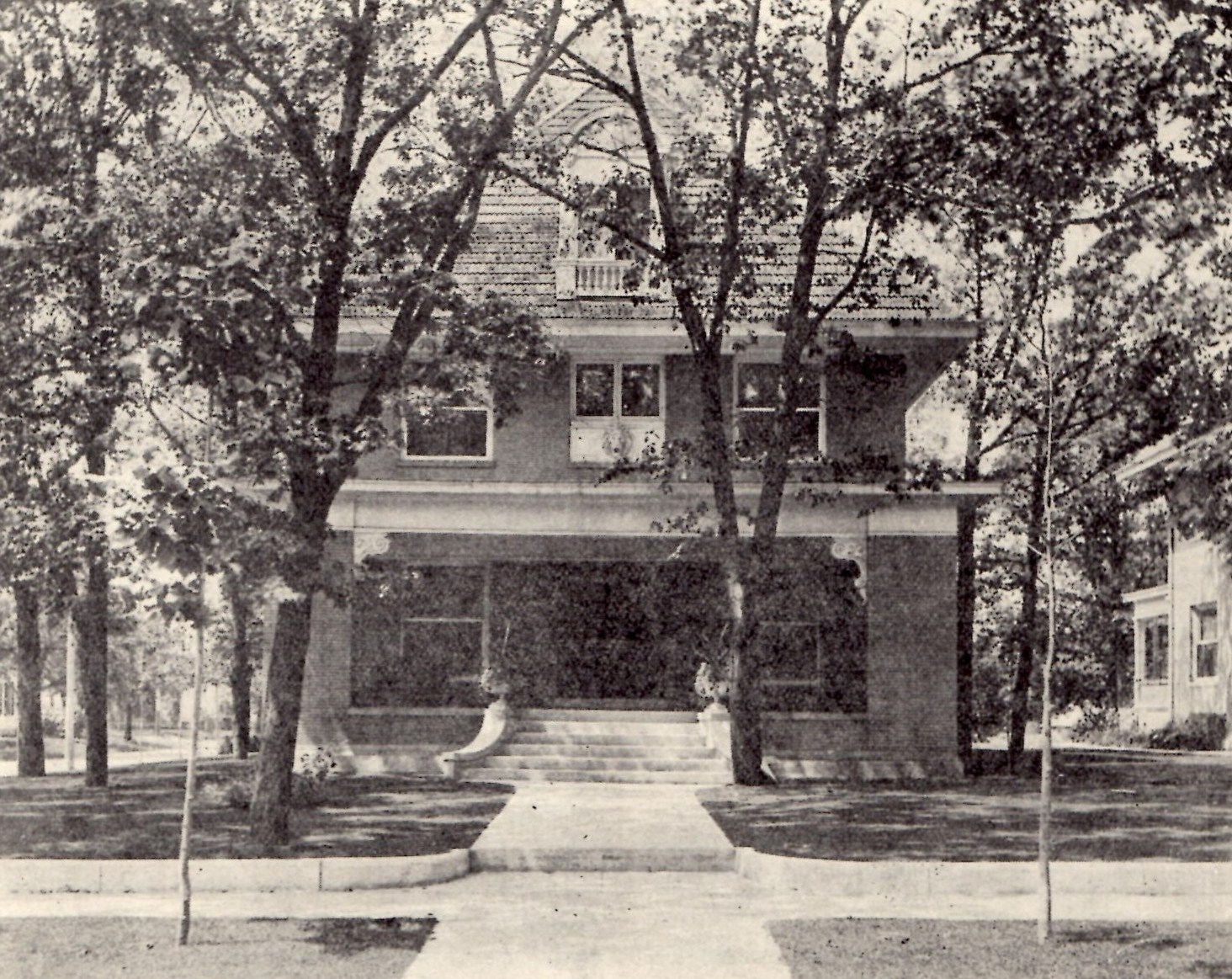
Дом Уильяма Вебера, Блу-Айленд, Иллинойс, 1898
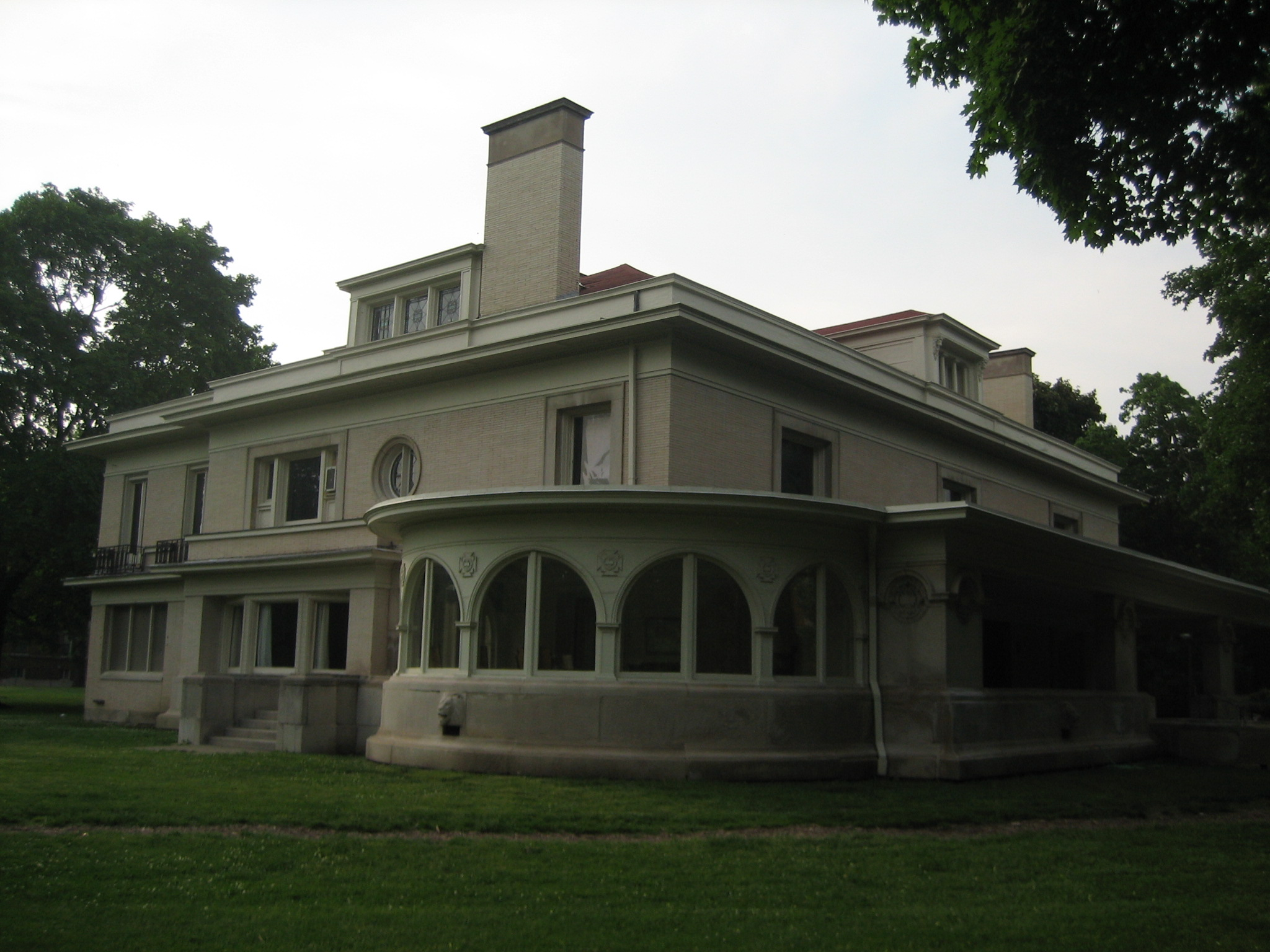
Дом Джона Фарсона, Ок-Парк, Иллинойс, 1897
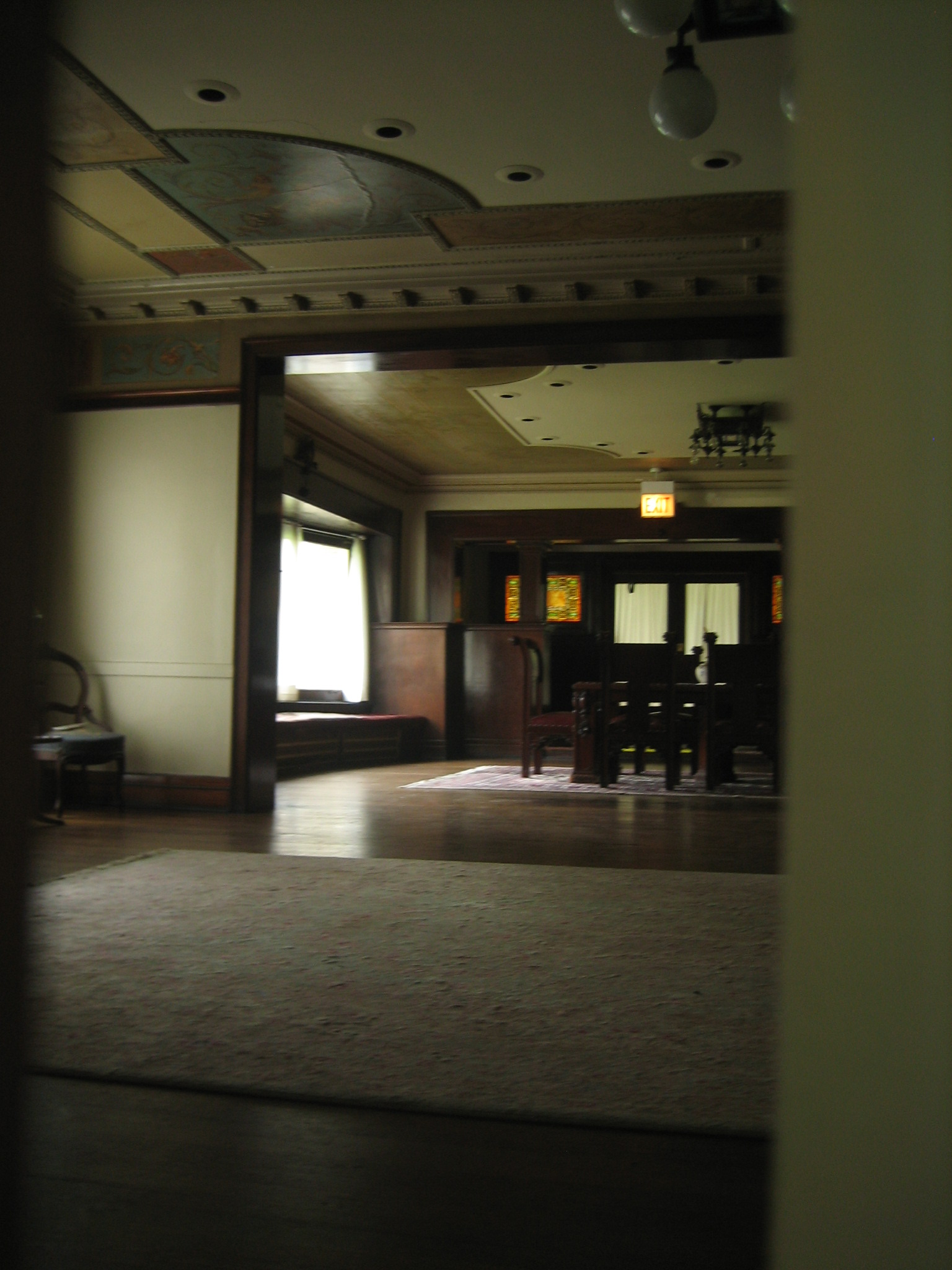
Интерьер дома Фарсона, Ок-Парк, Иллинойс, 1897
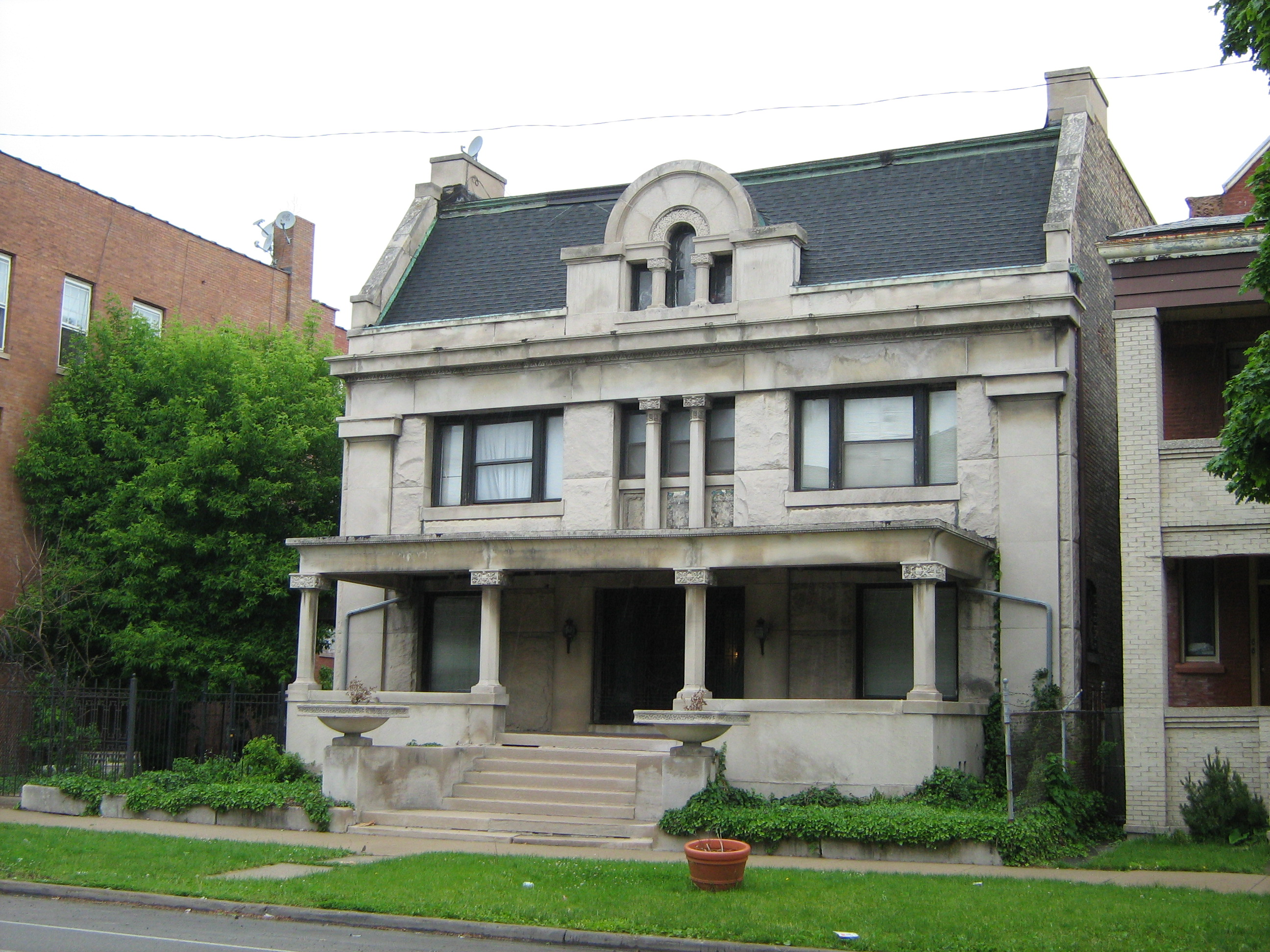
Дом Патрика Кинга, Чикаго, Иллинойс, 1901
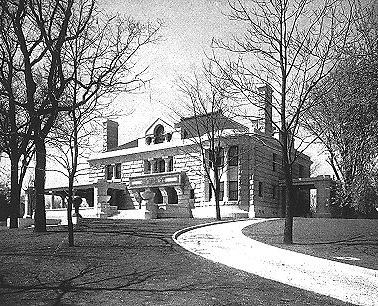
Дом Джеймса Паттена, Эванстон, Иллинойс, 1901
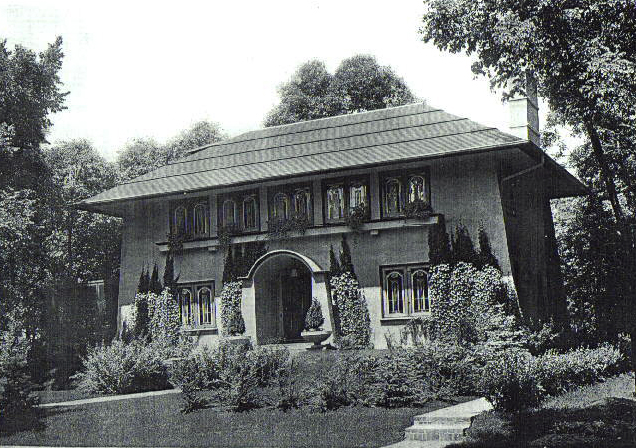
Дом Генри Шульца, Уиннетка, Иллинойс, 1907
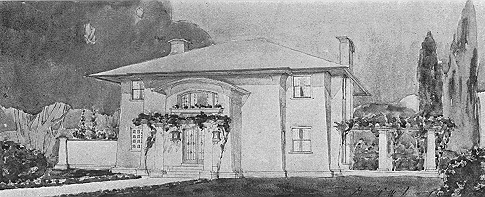
Дом Эмиля Рудольфа, Хайленд-Парк, Иллинойс, 1907
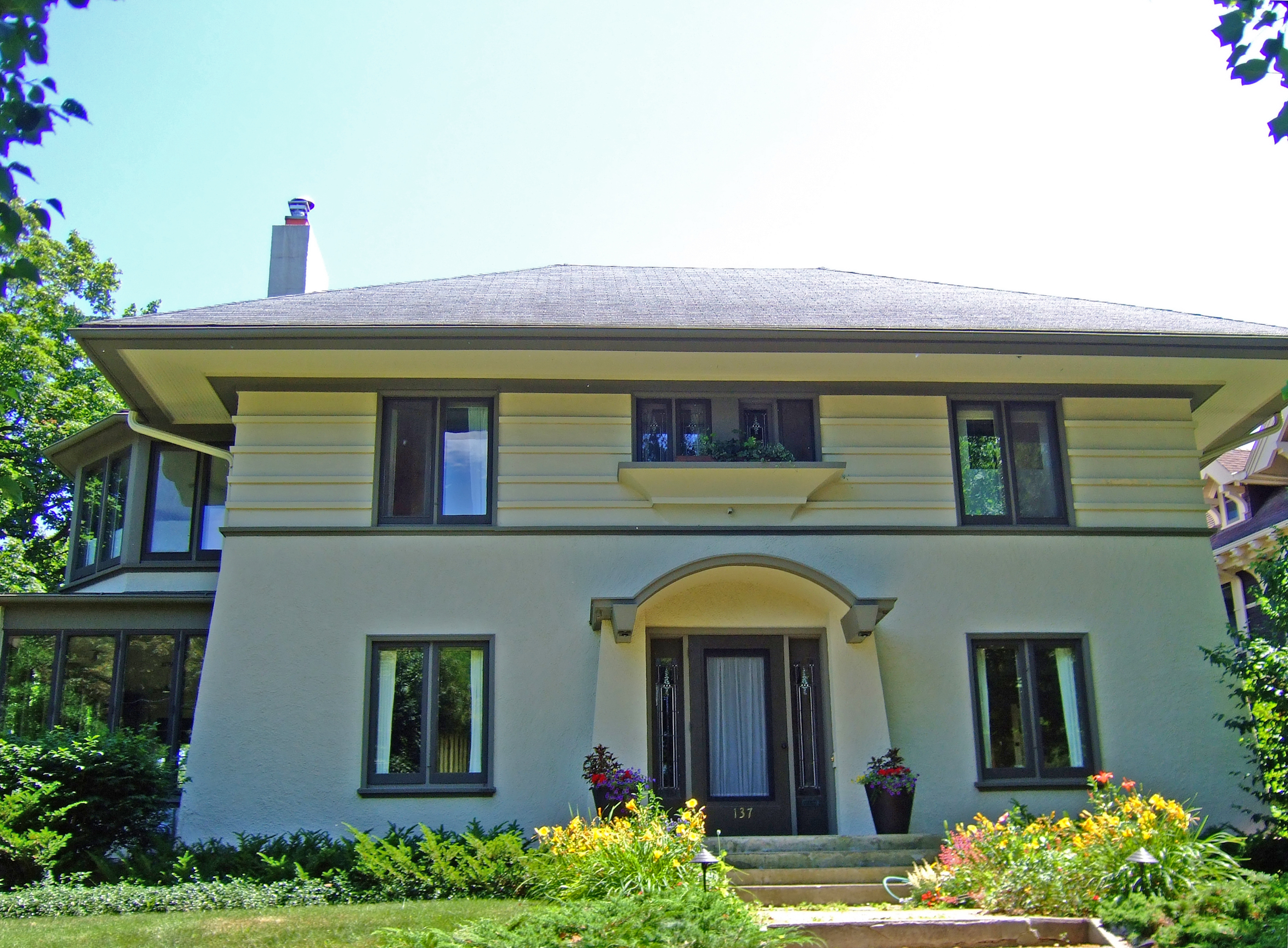
Дом Эдварда Эллиотта, Мэдисон, Висконсин, 1907
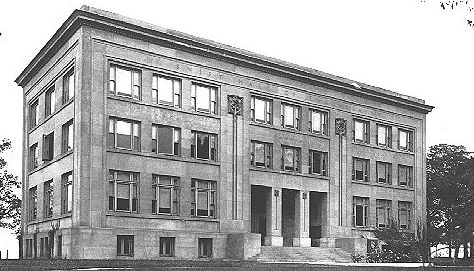
Суифт-Холл в Северо-западном университете, Эванстон, Иллинойс, 1908
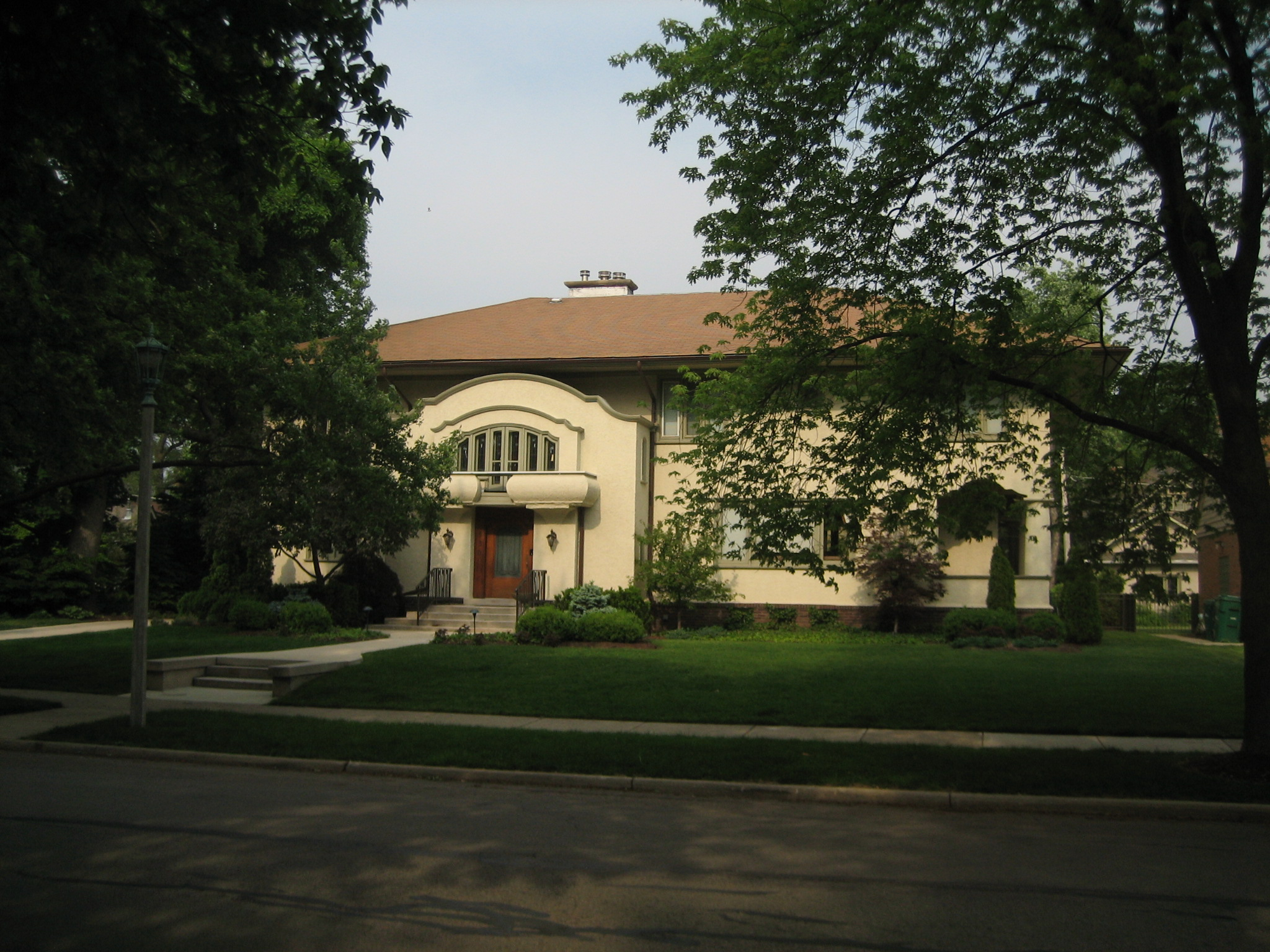
Дом Чарльза Корвина, Ок-Парк, Иллинойс, 1909
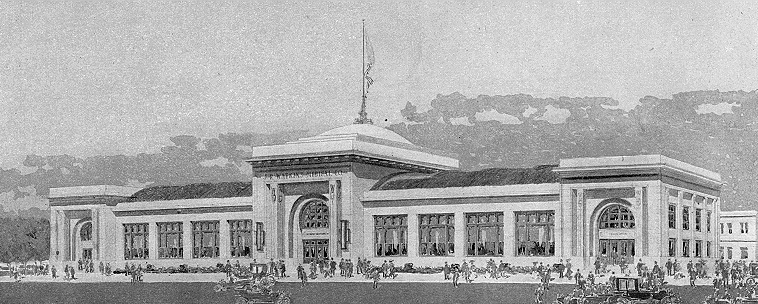
Административное здание для медицинской компании Уоткинса, Вайнона, Миннесота, 1911